# Str8 Off tha Streetz of Muthaphukkin Compton
Str8 Off tha Streetz of Muthaphukkin Compton – czwarty i jednocześnie ostatni studyjny album Eazy’ego-E. Został wydany po śmierci Eazy’ego przez DJ-a Yella, który zajął się jego produkcją. Eazy miał zamiar nagrać na płytę powyżej 30 utworów, lecz prace przerwała jego śmierć. Znalazł się na nim utwór Tha Muthaphukkin Real, ostatni utwór Eazy’ego, opowiadający o jego śmierci. Wiele źródeł podaje, że Eazy nagrywając go wiedział, że w niedalekiej przyszłości umrze na AIDS. W tej również piosence można usłyszeć MC Rena. Album uzyskał status platynowej płyty.

## Lista utworów
Opracowano na podstawie źródła.
1. "First Power"
2. "Ole School Shit" (gośc. B.G. Knocc Out, Dresta, Sylk-E. Fyne)
3. "Sorry Louie"
4. "Just Tah Let U Know"
5. "Sippin On A 40" (gośc. B.G. Knocc Out, Dresta)
6. "Nutz On Ya Chin"
7. "Tha Muthaphukkin’ Real" (gośc. MC Ren)
8. "Lickin, Suckin, Fuckin"
9. "Hit Tha Hooker"
10. "My Baby'z Mama"
11. "Creep N Crawl"
12. "Wut Would You Do" (gośc. Dirty Red)
13. "Gangsta Beat 4 Tha Street" (gośc. B.G. Knocc Out, Dresta, Menajahtwa)
14. "Eternal E" (gośc. Roger Troutman, DJ Yella)